# 白金沙丘
白金沙丘（英語：Platinum Dunes）是一間美國製片公司，由麥可·貝、安德魯·福姆和布萊德·富勒成立於2001年11月。該公司主要製作恐怖電影，例如《德州電鋸殺人狂》（2003年）、《黑色星期五》（2009年）、《半夜鬼上床：夢殺》（2010年）、《國定殺戮日》（2013年）、《碟仙》（2014年）和《噤界》（2018年）。
2009年10月7日，派拉蒙影業宣布與白金沙丘達成第一筆交易。包含在內，他們計劃將恐怖題材轉變為動作和驚悚片。這是該公司開始製作如《忍者龜：變種新任務》（2014年）這樣的非恐怖題材電影。2015年，該公司還入選了《好萊塢報導》好萊塢30家最有影響力的電影製片商。2018年，富勒和福姆與白金沙丘進行了友好分拆，合作成立了一家新製片公司完全形成娛樂。